# El Molino
El Molino ist eine Gemeinde (municipio) im Departamento La Guajira in Kolumbien. El Molino liegt nah an der Grenze nach Venezuela.

## Geographie
Die Gemeinde El Molino liegt zwischen der Serranía del Perijá, einem nördlichen Ausläufer der Anden und der Sierra Nevada de Santa Marta. Die Gemeinde grenzt im Uhrzeigersinn an San Juan del Cesar, Venezuela und an Villanueva.

## Bevölkerung
Die Gemeinde El Molino hat 9121 Einwohner, von denen 6309 im städtischen Teil (cabecera municipal) der Gemeinde leben (Stand: 2019).

## Geschichte
Der Ort El Molino wurde wahrscheinlich 1610 auf Anweisung des Gouverneurs von Santa Marta, Diego Fernández de Argote y Córdoba, gegründet. Die Gründung soll durch den Encomendero Pedro Beltrán Valdez erfolgt sein. Während des kolumbianischen Unabhängigkeitskampfes fand auf dem Gebiet von El Molino die Schlacht La Batalla del Sardá statt. Zudem wurde der Ort 1823 zwischenzeitlich zur Hauptstadt des spanischen Vizekönigreiches erklärt, das sich in Auflösung befand. Seit 1989 hat El Molino den Status einer Gemeinde.

## Wirtschaft
Der wichtigste Wirtschaftszweig von El Molino sind der Handel und die Landwirtschaft. Es werden unter anderem Mais, Bananen, Maniok, Tomaten, Sorghumhirsen, Bohnen, Kaffee, Baumwolle und Maracuya angebaut.